# Andrea Lazzarini
Andrea Lazzarini (Mantova, 29 gennaio 1915 – Salerno, 11 giugno 1989) è stato un calciatore italiano, di ruolo attaccante.

## Carriera
Dal 1936-1937 al 1940-1941 disputa con la Salernitana quattro campionati di Serie C mettendo a segno 25 reti, intervallati da una presenza con il Padova nel campionato di Serie B 1938-1939.
Nel campionato di Serie C 1941-1942 veste la maglia del Baratta Battipaglia prima di passare al Perugia, sempre in Serie C. Durante la guerra disputa il Campionato Alta Italia 1944 con il Mantova.
Nel dopoguerra torna al Perugia dove gioca per due anni in Serie B collezionando 62 presenze e 9 gol prima della retrocessione della squadra umbra in Serie C avvenuta al termine del campionato 1947-1948.

## Palmarès

### Club

#### Competizioni nazionali
- Campionato italiano Serie C: 2

Salernitana: 1937-1938
Perugia: 1945-1946 (girone B Centro-Sud)